# Atracador

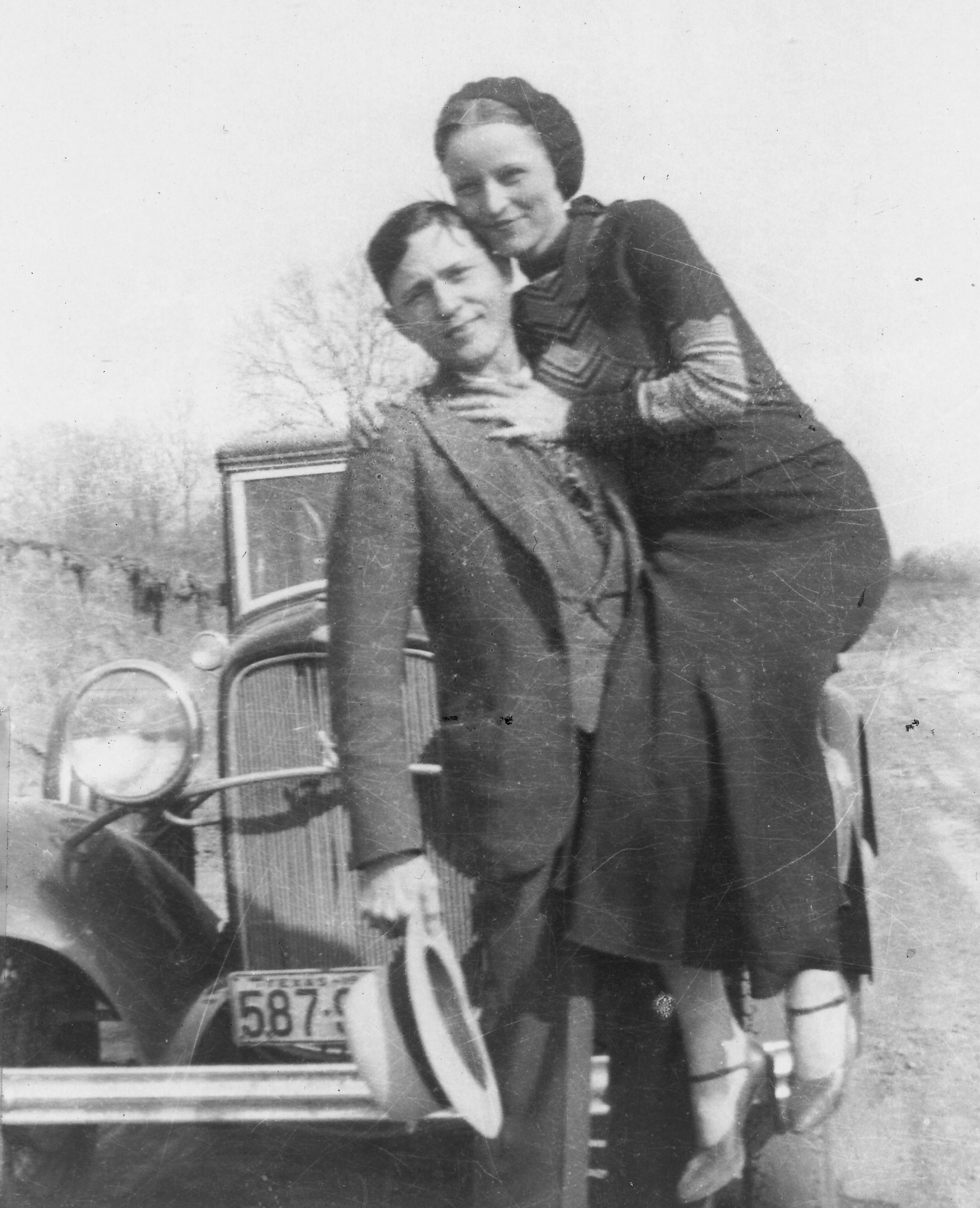
Bonnie y Clyde en una de sus fotos personales de 1933.

Atracador es alguien que usa la violencia o engaño con propósito de robar dinero o materiales valiosos.
Entre los atracos con violencia está el atraco a mano armada, robo por el cual el autor del delito causa la violencia o intimidación en la víctima mediante la utilización de armas, ya sea un arma blanca o un arma de fuego. Es un tipo de robo con un mayor grado de gravedad que el simple robo, motivo por el cual es muy habitual que este tipo de delito tenga una pena superior a la del robo sin la utilización de armas. El motivo esencial es que, si bien el atraco a mano armada es un delito que atenta esencialmente contra el patrimonio, supone un mayor riesgo para otros bienes jurídicos protegidos como la vida o la integridad de las personas físicas.

## Películas
- Atraco a las tres, dirigida por José María Forqué (1962).
- Asalto al tren de Glasgow.
- Atraco perfecto, dirigida por Stanley Kubrick
- Bonnie y Clide, dirigida por Arthur Penn.
- Ocean's Eleven, dirigida por Steven Soderbergh (2001).
- Ocean's Twelve (2004).
- Ocean's Thirteen (2007).
- Toma el dinero y corre, dirigida por Woody Allen.